# Xakriabá
Xakriabá  (Chacriaba, Xacriabá, Xikriabá, Chicriabá, Chikriabá, Sakriabá, Shakriaba, Shacriaba), pleme američkih Indijanaca porodice Gé, naseljeno na području brazilske države Minas Gerais. Najsrodniji su s plemenima Xavante i Xerente s kojima pripadaju užoj skupini Acua ili Akwẽ. Njihova populacija iznosi 4,640 (1995 AMTB) na rezervatu AI Xakriabá u općini Itacarambi, i svega troje na rezervat AI Riachão u općini Rio Pardo; 7.665 (Funasa - 2006).